# Christian Eminger
Christian Eminger (Baden (Zwitserland), 21 oktober 1964) is een voormalig schaatser en wielrenner die uitkomt voor Oostenrijk.
Eminger nam tussen 1984 en 1994 viermaal deel aan de Olympische Winterspelen, zijn beste resultaat was twee keer een tiende plek in 1994. Ook deed Eminger vaak mee aan Europese en Wereldkampioenschappen allround. In 1986 boekte hij zijn grootste internationale succes, hij won in eigen land op de IJsbaan van Innsbruck een wereldbekerwedstrijd op de 5000 meter. 
Gedurende zijn hele loopbaan stond Eminger in de schaduw van zijn landgenoot Michael Hadschieff, maar hij wist toch enkele malen nationaal kampioen te worden.
Na afloop van zijn schaatscarrière bleef hij tot op aanzienlijke leeftijd op hoog niveau actief als amateurwielrenner.
Als wielrenner won hij in 1990 brons bij het Oostenrijks kampioenschap wielrennen op de weg. Ook won hij meerdere malen etappes in Afrikaanse wielerrondes, zoals de Ronde van Kameroen.

## Persoonlijke records
| Afstand      | Tijd     | Datum            | Baan       |
| ------------ | -------- | ---------------- | ---------- |
| 500 meter    | 39,26    | 14 februari 1987 | Heerenveen |
| 1000 meter   | 1.16,76  | 20 maart 1987    | Heerenveen |
| 1500 meter   | 1.54,96  | 5 maart 1988     | Medeo      |
| 3000 meter   | 4.00,05  | 19 maart 1987    | Heerenveen |
| 5000 meter   | 6.51,84  | 7 januari 1994   | Hamar      |
| 10.000 meter | 14.15,14 | 12 februari 1994 | Hamar      |